# اوجور يوسيل
اوجور يوسيل (بالتركية: Uğur Yücel)‏ هو منتج أفلام وكاتب سيناريو ومخرج وممثل تركي، ولد في 26 مايو 1957 بإسطنبول في تركيا.

## أعمال

### أفلام
- (2009) مطبخ الروح[3][4]
- (2009) نيويورك، أنا أحبك
- (2010) فخ التنين[5]
- (2013) إيلا[6]
- (2016) قط شرير[7]

## وصلات خارجية
- اوجور يوسيل على موقع IMDb (الإنجليزية)
- اوجور يوسيل على موقع ألو سيني (الفرنسية)
- اوجور يوسيل على موقع أول موفي (الإنجليزية)
- اوجور يوسيل على موقع قاعدة بيانات الأفلام السويدية (السويدية)
- اوجور يوسيل على موقع قاعدة بيانات الفيلم (الإنجليزية)
- اوجور يوسيل على موقع كينوبويسك (الروسية)